# Лармор (лунный кратер)
Кратер Лармор (лат. Larmor) — большой древний ударный кратер в северном полушарии обратной стороны Луны. Название присвоено в честь ирландского физика и математика Джозефа Лармора (1857—1942) и утверждено Международным астрономическим союзом в 1970 г. Образование кратера относится к нектарскому периоду.

## Описание кратера
Ближайшими соседями кратера являются кратер Шайн на западе; кратер Шампольон на северо-западе; кратер Мур на севере-северо-востоке; кратер Парсонс на северо-востоке; кратер Фицджеральд на юго-востоке; кратер Данте на юге и кратер Фрейндлих на юго-западе. Селенографические координаты центра кратера 31°51′ с. ш. 179°40′ з. д. / 31,85° с. ш. 179,67° з. д., диаметр 99,5 км, глубина 2,8 км.
Кратер Лармор имеет полигональную форму, умеренно разрушен. Вал c четко очерченной кромкой, северная часть вала перекрыта сателлитным кратером Лармор Z (см. ниже), внутренний склон сохранил остатки террасовидной структуры, ширина внутреннего склона несколько больше в южной части. Высота вала над окружающей местностью достигает 1460 м, объем кратера составляет приблизительно 9200 км³.  Дно чаши сравнительно ровное, в центре чаши находится скопление невысоких холмов.

## Сателлитные кратеры
| Лармор | Координаты                                              | Диаметр, км |
| ------ | ------------------------------------------------------- | ----------- |
| K      | 29°49′ с. ш. 178°58′ з. д. / 29,82° с. ш. 178,96° з. д. | 23,4        |
| Q      | 28°40′ с. ш. 176°19′ з. д. / 28,67° с. ш. 176,32° з. д. | 23,0        |
| W      | 33°44′ с. ш. 177°41′ з. д. / 33,74° с. ш. 177,69° з. д. | 30,3        |
| Z      | 33°35′ с. ш. 179°33′ з. д. / 33,58° с. ш. 179,55° з. д. | 49,4        |

- Сателлитный кратер Лармор Q имеет систему лучей распространяющуюся в основном в северном и юго-восточном направлении. У подножия внутреннего склона кратера находятся массивные завалы обрушившихся пород.
- Образование сателлитного кратера Лармор Z относится к позднеимбрийскому периоду[1].

## См.также
- Список кратеров на Луне
- Лунный кратер
- Морфологический каталог кратеров Луны
- Планетная номенклатура
- Селенография
- Минералогия Луны
- Геология Луны
- Поздняя тяжёлая бомбардировка